# Грб Пожешко-славонске жупаније
Грб Пожешко-славонске жупаније је званични грб хрватске територијалне јединице, Пожешко-славонска жупанија. 
Грб је у садашњем облику усвојен је 7. јула 1994. године.

## Опис грба
Грб Пожешко-славонске жупаније је у основи једнак грбу Пожешке жупаније, којег је царица Марија Терезија 1748. године доделила жупанији.
Грб је хоризонтално подељен на два дела. Горњи део има плаву подлогу на којој се налазе два пропета лава који гледају један другог. Хералдички гледано, десни лав држи мач на којег је натакнута златна круна, а леви лав држи златно жезло омотано црвеним велом на којем је такође натакнута златна круна. Доње поље је зелене боје на којем се између двије сребрне валовите греде налази куна у трку окренута према десно.